# Сюлейман паша Гази
 Тази статия е за военачалника от XIV век.  За военачалника от XIX век вижте Сюлейман паша.  
Сюлейман паша Гази (на турски: Gazi Süleyman Paşa) е син на Орхан I и Евтандисе хатун. Понякога погрешно се смята, че е роден от друга от жените на Орхан I – Нилюфер хатун, но източниците не потвърждават това.
В 1352 година Сюлейман е начело на повиканата от Йоан VI Кантакузин османска войска, която има решаваща роля за неговата победа срещу Йоан V Палеолог в битката при Питион. При оттеглянето си Сюлейман завзема крепостта Цимпе на европейския бряг на Дарданелите. Йоан Кантакузин повежда преговори за връщането на крепостта, но на 2 март 1354 година крепостта Галиполи и съседните градове са сринати от силно земетресение и Сюлейман се възползва от положението, за да завладее и тях. През следващите месеци преговорите за връщането на крепостите срещу откуп продължават, но след принудителната абдикация на Йоан Кантакузин през декември същата година са преустановени. До 1357 година Сюлейман завзема и Малгара, Ипсала и Виза
Сюлейман паша Гази умира при злополука по време на лов през 1357 г.